# Prostyń (gmina)
Prostyń – dawna gmina wiejska istniejąca do 1954 roku w woj. lubelskim/warszawskim. Siedzibą władz gminy była Prostyń.
Gmina Prostyń jest wymieniona jako jedna z 16 gmin wiejskich powiatu węgrowskiego guberni siedleckiej.
W 1919 roku gmina weszła w skład woj. lubelskiego. Wraz z gminą Olszew była ona najdalej na północ wysuniętą jednostką ówczesnego województwa. Jej ekstremalnie peryferyjne położenie sprawiło, że od gminy było dużo bliżej do Warszawy, a nawet do Białegostoku aniżeli do stolicy województwa, Lublina. Najprawdopodobniej dlatego 1 kwietnia 1939 roku gmina wraz z całym powiatem węgrowskim została przeniesiona do woj. warszawskiego.
Po wojnie gmina zachowała przynależność administracyjną. Według stanu z dnia 1 lipca 1952 roku gmina składała się z 9 gromad. Gmina została zniesiona 29 września 1954 roku wraz z reformą wprowadzającą gromady w miejsce gmin. Jednostki nie przywrócono 1 stycznia 1973 roku po reaktywowaniu gmin. Jej dawny obszar stanowi obecni prawobrzeżną (od Bugu) część gminy Małkinia Górna, a także północny sektor gminy Sadowne.